# Brachinus bipustulatus
Brachinus bipustulatus is een keversoort uit de familie van de loopkevers (Carabidae). De wetenschappelijke naam van de soort is voor het eerst geldig gepubliceerd in 1806 door Quensel In Schoenherr.